# Polonais (1808)
Pour les articles homonymes, voir Polonais (homonymie).
Le Polonais est un vaisseau de 74 canons de classe Téméraire entré en service en 1808 dans la marine impériale française.

## Histoire
Commandé sous le nom de Glorieux, il est renommé en 1807, avant d'entre en service en 1808. Sous le commandement du capitaine Maquet, il quitte Lorient le 16 février 1809 afin d'aller ravitailler la Guadeloupe. Faisant partie d'une escadre commandée par le capitaine Aimable Gilles Troude, il est accompagné des "74 canons" Courageux et D'Hautpoul et des frégates Félicité et Furieuse. L'escadre y rencontre celle du Rear admiral Alexander Cochrane, alors sur le HMS Neptune, qui défait les Français. Le Polonais réussit néanmoins à s'échapper et à rejoindre Cherbourg le 29 mai, accompagné de 7 prises faites sur le chemin du retour.
En avril 1814, lors de la Restauration, il est renommé Lys. Sous les ordres du contre-amiral Troude, il ramène Louis XVIII d'Angleterre en France. Durant les Cent-Jours, il retrouve brièvement son nom de baptême, avant d'être de nouveau renommé Lys. Utilisé comme navire de stockage à partir de 1822, il est démoli à Brest en 1825.